# 關新偉
關新偉（1962年3月27日—），成衣業商人、2016年立法會選舉九龍西候選人，香港政研會執行主席。
他和高志強合組的名單在2016年香港立法會選舉九龍西直選得938票落選。
他於2019年香港區議會選舉參選競逐荃灣區荃灣郊區以1221票落選。

## 政見
網絡媒體輕新聞指，關新偉反對港獨、暴動和拉布，他亦曾參與周融舉辦的「我是中國人、我驕傲」活動。

### 立會落選後即追擊勝方劉小麗
於立法會九龍西選舉落敗的藍絲帶人士關新偉，向高等法院提出選舉呈請，要求法庭宣佈劉小麗的議席無效。不過，關新偉的選舉呈請曾因他遲交保證金而被撤銷。

### 政研會演譯文革式侮辱及批鬥「法官」
香港政研會聯同其他激進親中共左派發起遊行示威。過程中，關新偉的人在場以文化大革命方式演出「批鬥法官」一幕，演員偽裝成「法官」由人侮辱，自貶為「狗官」。由香港本土新聞報導的影片中見得，有一藍絲人士扮演法官，遭多人作勢毆打，又自稱「我係隻狗嚟咋（我是狗官）」，身後有形似文革大字報的示威工具；及該名「法官」頭帶又似法官假髮又似「文革高帽」，場面如同中共發動文革後的场面：戴高帽、游街、开批斗会。

### 有辱大律師公會專業資格
香港01報導，香港政研會主席關新偉批評大律師公會時斷言：「佢地果啲（大律師公會）唔係法律，我地國家（中共、中央政府）果啲就係法律！」

### 破壞劉家衡及李文浩的區議員辦事處被捕
因為深水埗區議員劉家衡和李文浩合辦的辦事處貼出不歡迎任何「藍絲」（立場親共、支持建制派政黨的市民）進入，在2020年3月7日起，接連數日有激進親中人士到劉與李的辦事處示威，當中在3月9日的示威中，更有示威人士向辦事處吐口水，而在混亂間更有辦事處女職員被示威者以枴杖襲擊至明顯受傷，該兩名職員隨後被送至明愛醫院治理。而在最後警方到場拘捕3人，當中包括了激進親中團體香港政研會的兩名主席關新偉和鄧德成。

## 外部連結
- 關新偉的Facebook專頁